# Ken Romain
Ken Romain (ur. 17 kwietnia 1993) – francuski lekkoatleta specjalizujący się w biegach sprinterskich. 
Na mistrzostwach Europy juniorów w Tallinnie (2011) odpadł w eliminacjach biegu na 100 metrów oraz wraz z kolegami z reprezentacji zdobył złoty medal w biegu rozstawnym 4 x 100 metrów. Brązowy medalista IAAF World Relays w sztafecie 4 × 200 metrów (2014). W 2015 zdobył złoto młodzieżowych mistrzostw Europy w biegu rozstawnym 4 x 100 metrów.
Rekordy życiowe: bieg na 60 metrów (hala) – 6,71 (21 stycznia 2017, Nantes); bieg na 100 metrów (stadion) – 10,29 (14 czerwca 2014, Aubagne).